# Robertsons Dry Lake
Robertsons Dry Lake ist ein See in der Nähe von Coleambally im australischen Bundesstaat New South Wales.
Der See ist 2,3 Kilometer lang und stellenweise bis zu 1,1 Kilometer breit. Er liegt auf 108 Metern über dem Meeresspiegel.